# زبان فیلیپینی
زبان فیلیپینی زبان ملی و رسمی کشور فیلیپین است. این زبان از سال ۱۹۸۷ در قانون اساسی فیلیپین به عنوان زبان رسمی این کشور برگزیده شد. فیلیپینی یک زبان آسترونزیایی است که در عمل، نسخه‌ای استاندارد شده از زبان تاگالوگ به‌شمار می‌رود، هرچند که به‌طور قانونی از آن زبان تمایز داده می‌شود. گاهی این زبان به‌طور نادرست به‌عنوان نام عمومی برای همه زبان‌های فیلیپین به‌کار می‌رود که پس از دگرگونی‌ها، گاهی به عنوان گویش‌ها منتج می‌گردد.

## الفبا
خط فیلیپینی همان الفبای لاتین است که همراه با تغییراتی در این زبان به‌کار می‌رود. این الفبا از ۲۸ حرف تشکیل شده‌است که دربرگیرندهٔ مجموعهٔ کامل ۲۰ حرفی از آباکادا، الفبای تاگالوگ (شامل دونویسهٔ Ng) و ۸ حرف از الفبای اسپانیایی شامل (C, F، J، Ñ، Q, V، X و Z) است.

## گویشوران
زبان فیلیپینی در مجموع در حدود ۹۰ میلیون نفر گویشور دارد که ۶۰ میلیون نفر از این تعداد، به‌عنوان زبان دوم به فیلیپینی سخن می‌گویند.